# كاراكال أنترناشيونال
كاركال أنترناشيونال أل أل سي هي شركة أسلحة صغيرة يقع مقرها الرئيسي في أبو ظبي في الإمارات العربية المتحدة، وهي مسؤولة عن إنتاج مجموعة متنوعة من الأسلحة الصغيرة لاستخدامها من قبل المدنيين والمحترفين في إنفاذ القانون والمشغلين العسكريين. وهي مجموعة إيدج.